# Алешковская Сечь
Але́шковская Сечь (Оле́шковская Сечь, укр. Оле́шківська Січ) — одна из Запорожских сечей, административный центр запорожского низового казачества на левом берегу в низовье Днепра на территории Крымского ханства.
Алешковская Сечь основана в 1711 году после уничтожения российскими войсками Старой (Чертомлыкской) Сечи в 1709 году, и разгрома экспедиционным корпусом (дозорным отрядом) Каменской Сечи в 1711 году.
Сечевое укрепление находилось в урочище Але́шки (укр. Оле́шки) на территории древней крепости-порта Олешье, центра одной из эксклавных территорий Древнерусского государства XI—XIII веков, включавшей в себя земли в низовьях р. Днепр, в радиусе 50-60 км от низовьев реки Южный Буг на западе до берегов Каркинитского залива на юге (ныне территория города Алёшки), напротив современного города Херсона (см. карту Древнерусского государства).
Сначала территория Алешковской Сечи была незначительной, с 1712 года, после поражения России в войне с Османской империей, запорожские владения расширились на север до рек Орель и Самара. Из этой Сечи казаки на некоторое время переселялись на место бывшей Каменской Сечи, в мае 1728 года. Там был похоронен кошевой атаман Кость Гордиенко, последний лидер, который сдерживал казаков в османских владениях. Там они и находились до 1734 года, когда казаки переселились из турецких владений на украинские земли и основали Новую (Подпольненскую) Сечь.
Предполагают[кто?], что Алешковская Сечь просуществовала до 1734 года, так и историк Яворницкий в своей трёхтомной истории запорожского казачества указывает даты с 1711 по 1734 гг. При этом для Каменской Сечи Яворницкий приводит годы существования с 1709 по 1711, а также с 1728 по 1734. Но там же Яворницкий указывает на то, что переселение казаков в Новую (Подпольненскую) Сечь в 1734 году произошло с урочища Каменка. На сегодняшний день, это[уточнить] считается общепринятой хронологией, поскольку такое датирование подтверждено раскопками, произведёнными в 90-х годах прошлого века и в начале 2000-х, как в районе Алешковской, так и Каменской сечей.